# Audi RSQ
Pour les articles homonymes, voir Audi et RS.
L'Audi RSQ est une voiture de sport concept-car GT du constructeur automobile allemand Audi. Présentée au salon de l'automobile de New York 2004, elle est une vision des futurs véhicules autonomes des années 2030, spécifiquement créée comme placement de produit pour le film de science-fiction I, Robot réalisé par Alex Proyas en 2004, inspiré par l’œuvre littéraire du futurologue Isaac Asimov.

## Histoire
Alex Proyas, réalisateur du film I, Robot, fut très impressionné par le concept-car Audi Nuvolari Quattro à moteur V10 bi-turbo de 591 ch, présentée au salon international de l'automobile de Genève 2003. Il demande alors à Audi de lui créer un concept-car pour son film de science-fiction des années 2030, voiture du détective Spooner (joué par Will Smith). 

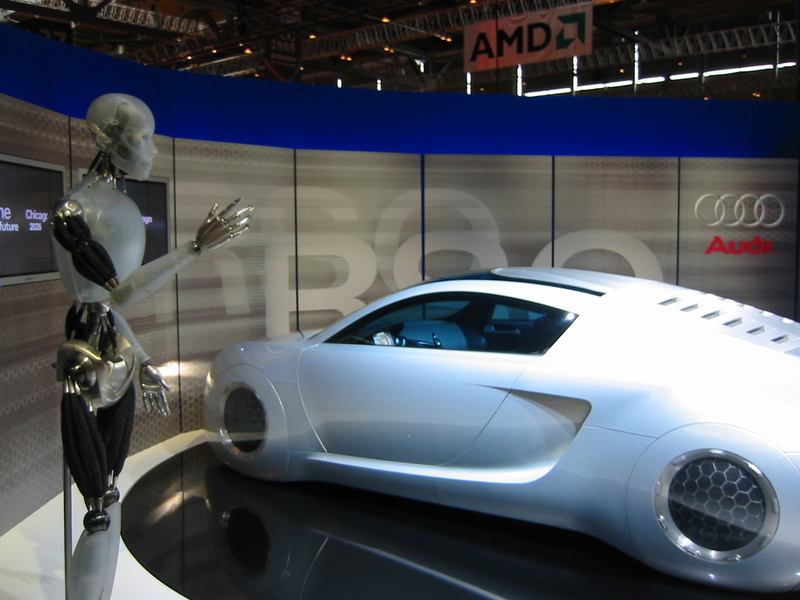
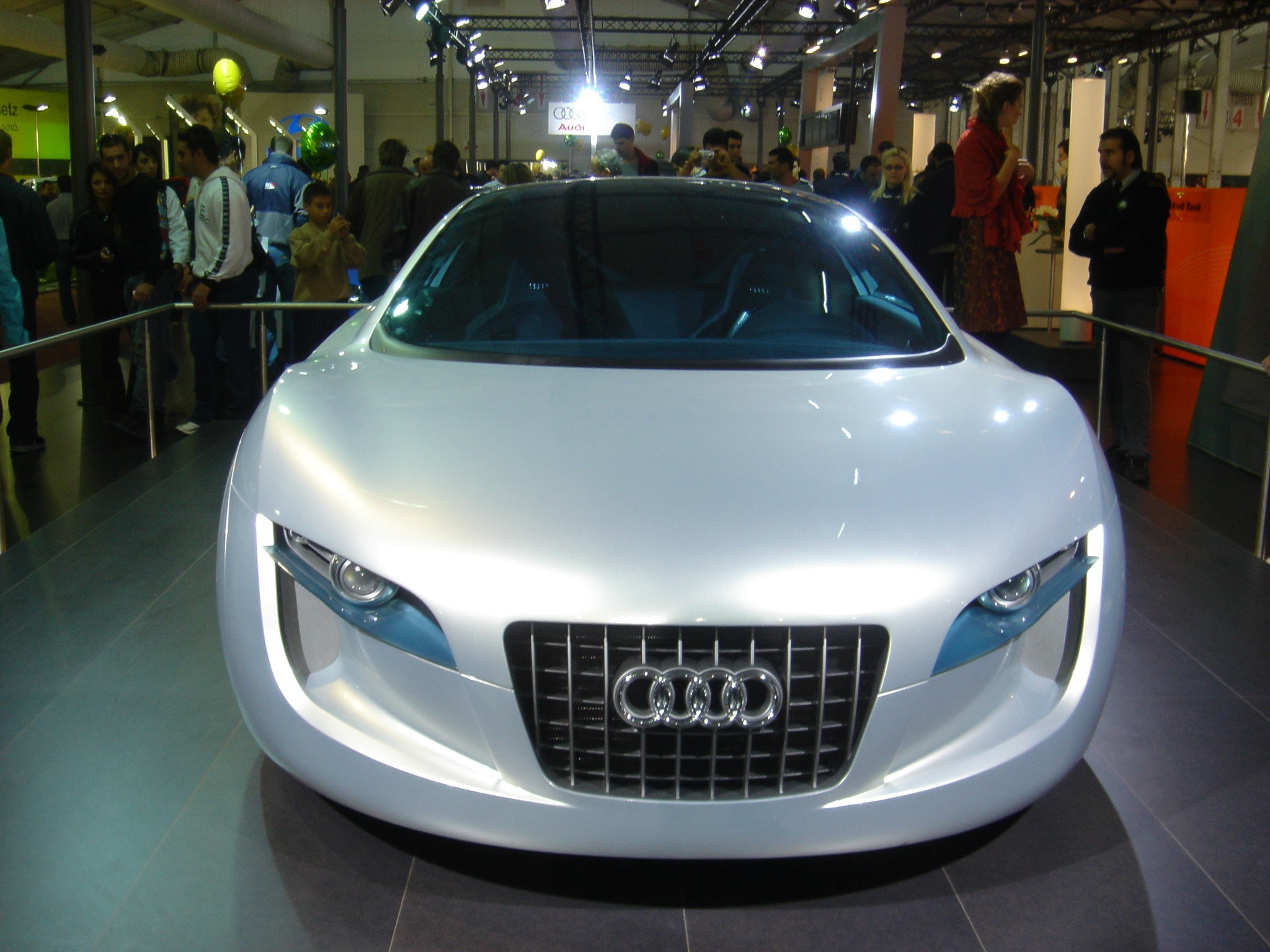
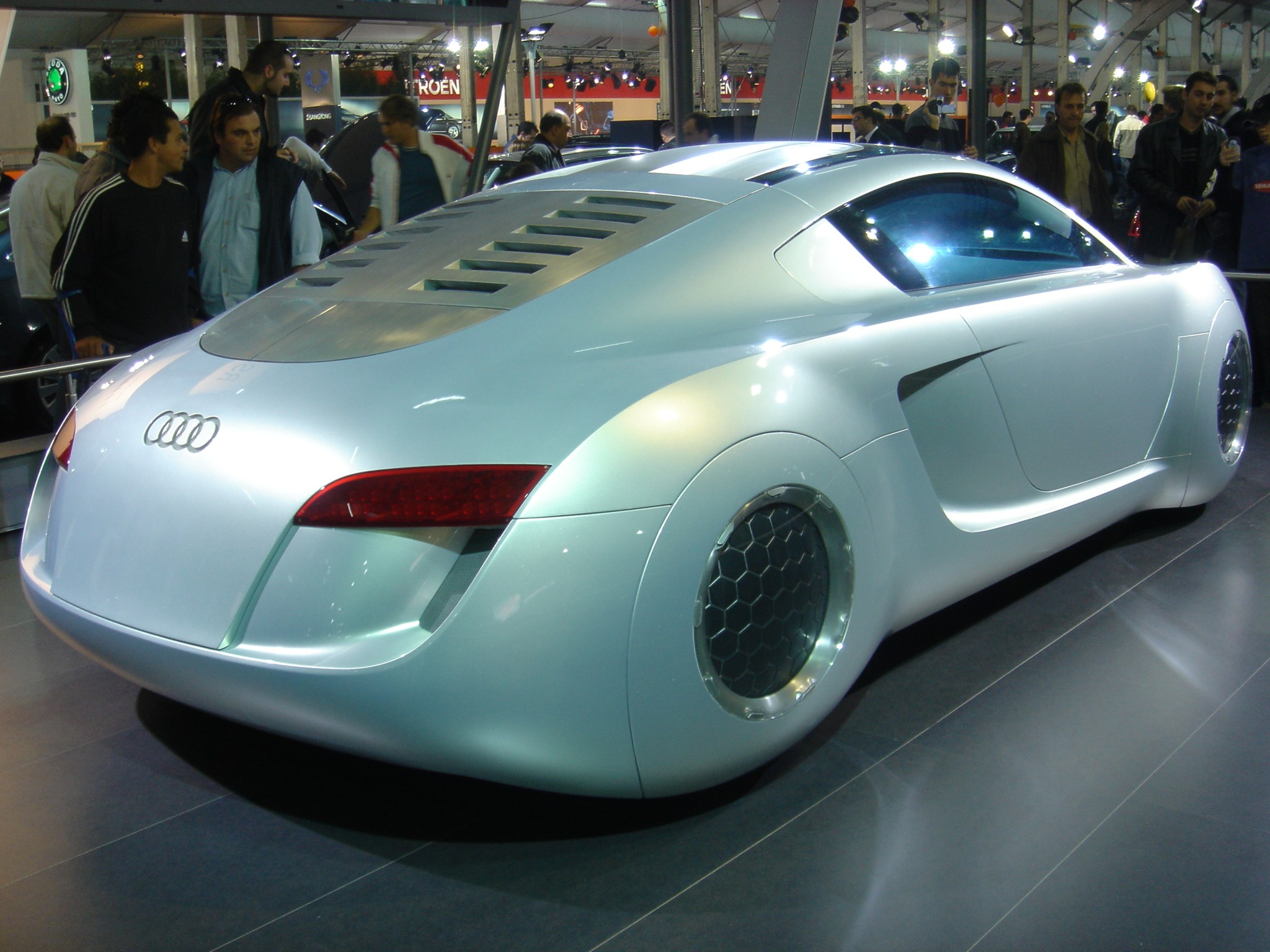

Tim Miksche (responsable produit Audi) et Martin Ertl (chef designer Audi) se sont alors rendus en avril 2003 sur le plateau de tournage du film à Vancouver au Canada, pour s'imprégner de l'univers du film I, Robot. Les designers Walter de Silva, Martin Ertl, et Julian Hönig..., et les concepteurs, techniciens, et ingénieurs n'ont eu que dix semaines pour concevoir et construire ce modèle, inspiré entre autres des Audi Avus Quattro (1991), Audi TT, et Lamborghini Gallardo (du groupe Volkswagen-Audi) sur la base des quelques recommandations d'Alex Proyas. L'Audi RSQ est livrée en juillet sur les plateaux de tournage du film, où elle restera pendant plusieurs mois.

## Design et technologie
Bien que ce concept-car n'ait pas été produit en série, il s'inspire néanmoins des codes stylistiques de la marque, à l'image de la calandre Single Frame sur laquelle sont apposés les anneaux, logo d'Audi. Il inspire entre autres le concept-car Audi Le Mans Quattro (2003), et futures gammes Audi R8 de 2007, Audi e-tron de 2009, et Audi RSQ e-tron de 2019.
La carrosserie est en aluminium et fibre de verre, avec carénage intégral, pare-brise et toit vitré panoramique, arrière fastback, portes papillon, et roues sphériques à effet de lévitation. Sa couleur « argent lunaire » prend des teintes nuancées nacrées-bleutées-dorées selon l'orientation de la lumière. L'intérieur est inspiré des cockpit d'avion, avec sièges baquets, et tableau de bord numérique.
Aucune information n'a été diffusée sur la motorisation, hormis sa position centrale arrière.

## Au cinéma
- 2004 : I Robot d'Alex Proyas, de la 20th Century Fox, avec Will Smith dans le rôle du détective Spooner, de Chicago des années 2030.
- 2019 : Spies in Disguise, film d'animation de Nick Bruno et Troy Quane, avec le concept-car Audi RSQ e-tron virtuel (inspiré de l'Audi RSQ précédente) de l'espion Lance Sterling (joué par Will Smith)[5].